# Чапман, Анна Васильевна
А́нна Васи́льевна Ча́пман (англ. Anna Chapman, фамилия при рождении — Ку́щенко; род. 23 февраля 1982, Харьков, Украинская ССР, СССР) — агент российской разведки, действовавший в США под легендой предпринимательницы русского происхождения, телеведущая. Автор телетаблоида «Тайны Чапман» на канале РЕН ТВ.
В ночь на 28 июня 2010 года Анна Чапман была арестована ФБР в США по обвинению в том, что не поставила американские власти в известность о своём сотрудничестве с иностранным правительством. 8 июля 2010 года Чапман признала себя виновной в нелегальном сотрудничестве с Россией и была выслана на родину вместе с ещё девятью фигурантами этого дела в обмен на четырёх российских граждан, обвинённых ранее в шпионаже в пользу США и Великобритании.

## Биография

### Детство и юность
Анна Васильевна Кущенко родилась в Харькове 23 февраля 1982 года. Отец, Василий Кущенко — дипломат, работавший в разное время в Папуа – Новой Гвинее, Кении и Зимбабве. Анна утверждала, что её отец был высокопоставленным офицером КГБ. По словам её бывшего мужа Алекса Чапмана, «отец полностью контролировал жизнь Анны, и она была готова ради него на всё».
В сентябре 2011 года заместитель председателя правительства России Сергей Иванов рассказал в интервью обозревателю газеты «Коммерсантъ» Андрею Колесникову, что знал Анну с детства, а также знаком с её отцом, с которым вместе работал.
Мать Анны, Ирина Николаевна, работала преподавателем математики в средней школе. У Анны есть младшая сестра Екатерина. Родители и сестра Анны живут в Москве, в районе Раменки (по другим данным — в Подмосковье).
После отъезда родителей в Москву осталась жить в Волгограде с бабушкой. Анна училась в волгоградской гимназии № 11, а в 1996—1997 годах — в волгоградской гимназии художественно-эстетического профиля — единственной в России гимназии для детей, больных сколиозом; выпускной 11-й класс заканчивала в Москве. После окончания школы в 1999 году поступила на экономический факультет Российского университета дружбы народов (РУДН).
Летом 2001 года, во время туристической поездки в Великобританию, познакомилась на рейв-вечеринке в Лондоне с Алексом Чапманом (1979—2015) — работником студии звукозаписи. В 2002 году Алекс приехал в Москву и пара зарегистрировала брак. При заключении брака Анна взяла фамилию мужа. По данным британской газеты Daily Mail, полученным от друга юности Анны, она вышла замуж за Алекса Чапмана с целью получения британского паспорта.
После замужества Анна продолжила образование, а Алекс работал в Москве репетитором английского языка. В 2003 году Анна получила высшее образование. После чего в том же году уехала в Великобританию.

### Жизнь в Великобритании
В Великобритании Анна Чапман вместе с мужем создала компанию Southern Union. Используя домашний компьютер, супруги занимались финансовыми операциями с Зимбабве: помогали проживающим в Великобритании зимбабвийцам переводить деньги на родину дешевле, чем предлагали банки. Денежные средства переводились через многочисленные банковские счета и подставные компании. Алекс Чапман сообщил прессе, что за период с 2002 по 2005 год они с супругой перевели таким образом «миллионы» фунтов стерлингов. Служба британской разведки MI5 после высылки Чапман из США начала расследование деятельности Southern Union по подозрению Чапман в отмывании денег.
С мая по июль 2004 года Анна работала в лондонской частной авиационной компании NetJets Europe. В резюме Чапман содержится информация, согласно которой в авиакомпании она почти год занималась вопросами аренды и продажи самолётов бизнес-класса в Россию, однако по другим данным она выполняла в NetJets Europe «значительно менее ответственную работу», в частности являлась помощником референта.
С августа 2004 по июль 2005 года Чапман работала рядовым сотрудником в подразделении по работе с малым бизнесом банка Barclays. В 2005 году Чапман ушла от мужа и переехала в другую квартиру в Лондоне.
В 2006 году Анна и Алекс расстались. По словам бывшего мужа Чапман, одной из причин их расставания стало стремление Анны к материальному благополучию, которое Алекс не мог ей обеспечить. По информации бывшего мужа Чапман, после их расставания Анна встречалась с банкиром из Швейцарии и промышленником из США. Алекс, занимающийся в настоящее время психиатрией, заявил, что за время существования их брака Анна превратилась из беззаботной девушки в «заносчивую и неприятную» женщину, вхожую во влиятельные сферы. Вместе с тем, по его же словам, Анна «чрезвычайно умная» девушка, и её IQ составляет значение 162. Подруга Анны, вместе с которой она снимала квартиру после расставания с мужем, заявила, что Чапман встречалась в Лондоне со многими богатыми людьми, среди которых был и олигарх Борис Березовский.
С июля 2005 года по июль 2007 года, согласно резюме Чапман, опубликованному ею в социальной сети LinkedIn, она занимала должность главы отдела по первичным размещениям акций в лондонском хедж-фонде Navigator, однако в самом фонде эту информацию подтвердить не смогли.
Супруги Чапман официально развелись только тогда, когда Анна приняла решение вернуться в Москву.
В 2015 году Алекс Чапман скоропостижно скончался в возрасте 36 лет. В марте 2018 года в британской прессе появилась информация, что внезапная смерть Чапмана не была естественной — в документе о причинах смерти, который подписал коронер, была указана передозировка наркотиков.

### Предпринимательская деятельность в России
В конце 2006 года Чапман вернулась в Россию. В России создала и возглавила компанию ООО «Поиск недвижимости» (PropertyFinder Ltd.), которая в 2008 году основала сайты Domdot.ru (поисковик недвижимости) и ВЭБ-компромат.ком (web-compromat.com) — энциклопедия компромата, разоблачения чиновников. По информации газеты «Ведомости», несколько миллионов долларов на открытие компании накануне мирового финансового кризиса Анне предоставили некие «бизнес-ангелы», однако, по заверениям самой Чапман, стартовый капитал для проекта она получила, заложив в ломбард и продав все свои драгоценности. По словам Анны, первое время ей «пришлось работать на двух работах, ограничивать себя во всём, забыть о собственной жилплощади и каждую копейку отдавать делу. И всё это после роскошной жизни в Европе, когда я не нуждалась ни в чём». Финансовая поддержка частного предпринимательского проекта была оказана и госструктурами, в частности Агентство по развитию инновационного предпринимательства выделило Чапман 250 тысяч рублей. Чапман планировала сделать Domdot.ru лидером по охвату рынка недвижимости, «побив все рекорды, известные России, по количеству объектов в базе». В начале 2009 года Чапман заключила договор с «Комсомольской правдой» и поддомен поиска недвижимости был открыт на сайте газеты kp.ru.
Как создатель сайта Domdot.ru Чапман состояла в Московском клубе молодых предпринимателей и принимала участие в III Московском венчурном форуме.
Несмотря на солидную финансовую поддержку, проект не принёс ожидаемых результатов. По состоянию на лето 2010 года сайт ежедневно посещало в среднем от 700 до 900 человек, небольшой всплеск посещаемости произошёл после начала шпионского скандала. Эксперты рынка недвижимости связывают неудачу с недостаточной проработкой бизнес-модели сайта, отсутствием широкой рекламной кампании и интересного контента. По мнению создателя интернет-компании Liveinternet Германа Клименко, созданный А. Чапман сайт не отличается качеством исполнения и не соответствует уровню заявленных инвестиций. По его оценкам, у Domdot.ru отсутствует внятная бизнес-модель, а у его создателей, по-видимому, нет опыта в интернет-бизнесе. По сведениям того же Клименко, в конце 2008 — начале 2009 года Чапман пыталась продать сайт. По состоянию на 1 января 2011 года сайт Domdot.ru недоступен. По выражению матери Анны, Ирины Кущенко, потраченные на создание сайта деньги «ушли в песок». По заявлению газеты «Комсомольская правда», А. Чапман не выполнила условия заключённого договора и должна газете 80 000 рублей.
Параллельно с предпринимательской деятельностью, с июля 2007 по март 2008 года работала в должности вице-президента в управляющей компании «КИТ Фортис Инвестментс». Генеральный директор компании В.Кириллов пояснил, что должность «вице-президент» не должна вводить в заблуждение, так как в «КИТ Фортис Инвестментс» такое наименование должности имеют работники, занимающиеся продажами. Сама Чапман в своём резюме указала, что в «КИТ Фортис Инвестментс» организовывала партнёрскую сеть дистрибуции финансовых продуктов компании и занималась работой с ключевыми клиентами.

### Деятельность в США
В феврале 2010 года Чапман переехала в США, чтобы, по словам Анны, осуществлять продвижение своего американского проекта по поиску сдаваемого в аренду жилья NYCrentals.com. Она поселилась в небоскрёбе Эксчейндж-Плейс, 20 недалеко от Уолл-стрит. Эксперт американского портала TechCrunch подчеркнул, что идея создания универсального поисковика недвижимости не является оригинальной, а сам сайт NYCrentals.com изобилует множеством грамматических и орфографических ошибок. «Может быть, данный сайт — это лишь прикрытие, которое могло бы объяснить её встречи с крупными шишками. А может, она действительно настолько наивна, что надеялась покорить рынок недвижимости Нью-Йорка», — добавил эксперт. По состоянию на 13 марта 2011 года сайт NYCrentals.com также недоступен.
В одном из интервью Чапман также заявила, что другой целью её пребывания в США является создание компании TIME Ventures, которая будет искать перспективные российские стартапы и привлекать в них венчурное финансирование из Нью-Йорка, а также заниматься поиском российских предпринимателей для открытия в России филиалов американских компаний.
Как позднее установило следствие, в период своего непродолжительного пребывания в США Чапман не менее 10 раз была замечена работавшей на ноутбуке в различных общественных местах. Одновременно вблизи появлялся работающий в составе представительства при ООН россиянин, между ноутбуком которого и ноутбуком Чапман устанавливалась беспроводная связь, по которой они, предположительно, обменивались зашифрованными файлами и сообщениями.
В июне 2010 года Анне позвонил мужчина, назвавшийся «Романом» и заявивший, что является её куратором. «Роман», оказавшийся подставным агентом американских спецслужб, предложил Анне встретиться лично, чего раньше не было. В ходе состоявшейся встречи агент ФБР сообщил Чапман, что она должна передать фальшивый паспорт «российскому нелегалу». Звонок и поручение «Романа» вызвали у Анны подозрения.

### Арест и высылка

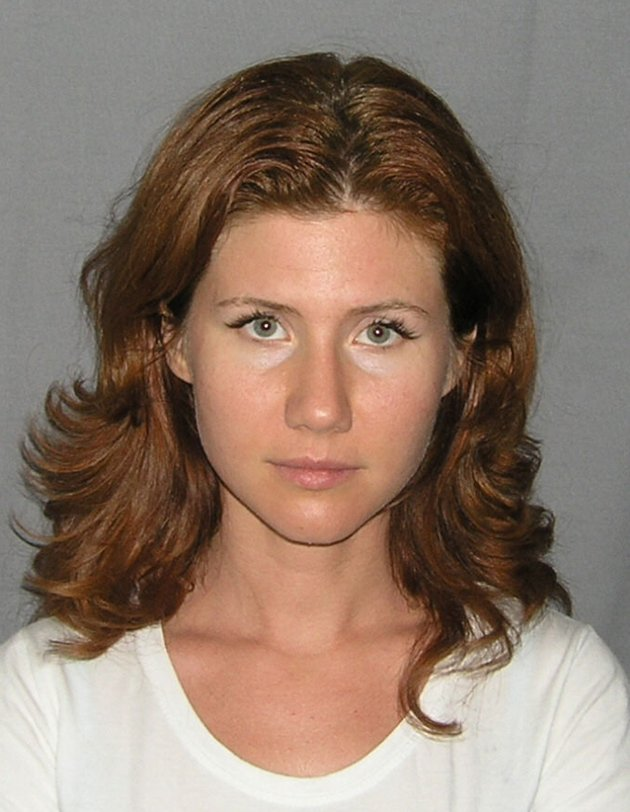
Анна Чапман в июне 2010 года, фото полиции США

26 июня 2010 года Чапман приобрела мобильный телефон на вымышленное имя и указав несуществующий адрес — 99 Fake Street (с англ. — «фальшивая, поддельная улица»). По приобретённому телефону Анна сделала телефонный звонок отцу Василию Кущенко и другу в Нью-Йорке, в ходе разговора с которыми сообщила, что «близка к провалу». Оба порекомендовали ей отказаться от этого задания. Кущенко посоветовал дочери передать полученный от «разведчика» фальшивый паспорт в полицию. Прислушавшись к словам отца, Чапман принесла на следующий день фальшивый паспорт в одно из отделений полиции Нью-Йорка и обо всём рассказала, после чего была арестована. Именно звонки и действия Чапман вынудили ФБР задержать десятерых подозреваемых участников разведывательной сети в США, не дожидаясь, пока они совершат незаконные действия.
28 июня ей, а также десяти задержанным одновременно с Чапман гражданам России и Перу было предъявлено обвинение в незаконном сотрудничестве со Службой внешней разведки Российской Федерации (попытка заполучить данные о ядерном вооружении США, политике в отношении Ирана, о руководителях ЦРУ и конгрессменах). Арест российских агентов явился самым громким шпионским скандалом со времён СССР и крупнейшим провалом российских спецслужб за рубежом.
Вечером 29 июня было опубликовано сообщение МИД России о том, что все задержанные на территории США являются гражданами России. Министр иностранных дел России Сергей Лавров охарактеризовал произошедшее как «вброс» и указал, что «момент (для ареста) был выбран с особым изяществом», намекая на потепление отношений России и США.
Согласно материалам обвинения, в 2009 году Чапман и Михаил Семенко получили из «Центра» (под которым подразумевается штаб-квартира СВР России) шифрованное сообщение следующего содержания:

Вы были посланы в США с долгосрочным заданием. Полученное вами образование, ваши банковские счета, автомобили, дома и проч.— всё это должно служить одной цели: выполнению вами основного задания по поиску и развитию связей с кругами, принимающими решения в политике США, и отсылке отчётов об этом в Центр

8 июля 2010 года Чапман, как и другие арестованные в США в рамках этого дела граждане России, признала свою разведывательную деятельность в США, после чего решением суда была приговорена к тюремному заключению (соответствующему сроку, проведённому ею в предварительном заключении), конфискации всего имущества и средств в США и высылке из страны. В тот же день была выслана вместе с другими фигурантами дела в Россию в обмен на четырёх российских граждан, осуждённых в разное время за шпионаж в пользу США и Великобритании, и отбывавших наказание в России.
27 июня 2011 года Московский окружной военный суд (МОВС) заочно приговорил к 25 годам лишения свободы высокопоставленного сотрудника СВР России полковника Александра Потеева. Ранее источники в спецслужбах сообщали, что именно Потеев, бежавший в США, подозревался в выдаче американской стороне группы российских разведчиков-нелегалов, в том числе и Анны Чапман, которая была вызвана в суд и дала показания о своей разведывательной деятельности в США и о том, что по её мнению именно Потеев передал информацию о ней и других российских разведчиках спецслужбам США. По данным некоторых СМИ в возрасте 64 лет экс-полковник скончался 7 июля 2016 года на территории США.
По заявлению вашингтонской юридической фирмы Trout Cacheris, Анна Чапман, несмотря на обвинения и свои признания, не является шпионом согласно действующему законодательству США, так как в процессе своей деятельности так и не получила доступ к какой-либо засекреченной информации, способной навредить США. Информацию о том, что деятельность депортированных граждан России не нанесла какого-либо ущерба США, подтвердил и премьер-министр В. В. Путин. Чапман была обвинена лишь в том, что не поставила американские власти в известность о своём сотрудничестве с иностранным правительством.  В СМИ озвучивалась версия, согласно которой Чапман в США занималась отмыванием денег для высокопоставленных российских чиновников, однако документального подтверждения этой версии не обнародовано. Тем не менее, в газете «Московский комсомолец» рассказывалось о данной версии, согласно которой Чапман входила «в группу, сформированную незабвенным Вячеславом Иваньковым» и его родственником Евгением Двоскиным.
3 апреля 2012 года заместитель директора ФБР по контрразведке Фрэнк Фильюцци заявил, что шпионское кольцо «было уже так близко к одному из членов администрации президента, что мы не могли больше ждать». По его словам, Чапман пыталась соблазнить одного из приближённых Барака Обамы и «подкрадывалась» всё ближе ко всё более высоким чиновникам. «Она подобралась достаточно близко, чтобы начать беспокоить нас».

### После депортации в Россию
Вскоре после принудительной высылки Чапман в Россию её американский адвокат Роберт Баум заявил о намерении его подопечной вернуться в Великобританию, так как наряду с российским гражданством она имеет британское подданство. Намерения Анны не оставаться в России подтвердила и её сестра, Екатерина. Однако Министерство внутренних дел Великобритании заявило, что не позволит Анне Чапман, которую власти США обвинили в шпионаже в пользу России, остаться в Соединённом королевстве. 13 июля 2010 года Чапман была лишена британского гражданства с запретом посещать Великобританию. По словам адвоката Р. Баума, Анна была «особенно расстроена» данной новостью, так как планировала после депортации вернуться в Великобританию:
Для неё это было разочарованием — узнать, что она не может вернуться в Британию <…> Ей жаль, что её заставили уехать. Я знаю, что она хотела остаться здесь [в США]. У неё здесь много друзей.
19 июля 2010 года американский таблоид New York Post сообщил, что Анна хотела бы договориться об издании книги о своей истории и о продаже прав на её экранизацию за 250 тысяч долларов. Адвокат Р. Баум опроверг это утверждение, сославшись на подписанное Чапман соглашение с федеральной прокуратурой США, которое запрещает ей получать доходы от публикации или экранизации своей истории, однако, по словам Баума, ничто не запрещает его клиентке зарабатывать на «статусе знаменитости». Газета «Комсомольская правда» утверждает, что располагает записью телефонного разговора, в котором А. Чапман торгуется с газетой о стоимости интервью вокруг цифры 25 000 долларов.
В августе 2010 года она находилась (как и положено всем высланным) в обязательном карантине в Подмосковье, где со всеми десятью экс-шпионами встретился премьер-министр России Владимир Путин. Позднее Путин заявил, что разоблачение агентов — результат предательства перебежчика. Премьер-министр назвал перебежчика «свиньёй» и «скотиной», а разоблачённых агентов людьми, которые «положили свою жизнь на алтарь Отечества».
Некоторые российские СМИ выражали сомнения в том, что А. Чапман в действительности имеет отношение к российским спецслужбам.

#### Советник президента банка
С 1 октября 2010 года Чапман принята на должность советника по инвестициям и инновациям президента «Фондсервисбанка», при этом в банке подчеркнули, что Чапман работает со свободным графиком посещения и это не единственная её работа.
В ноябре в целях реализации «культурологического проекта», связанного с «освоением космического пространства», посетила в качестве советника банка запуск космического корабля «Союз ТМА-01М» на космодроме Байконур. Сообщалось, что Чапман планировала реализовать проект по созданию для российских космонавтов новой формы одежды.
В мае 2013 года её избрали членом совета директоров Фондсервисбанка.

#### Чапман и «Молодая гвардия»
22 декабря 2010 года Чапман вошла в общественный совет молодёжного движения «Молодая гвардия Единой России». Лидер «Молодой гвардии» Тимур Прокопенко заявил, что Анна займётся в движении направлением по патриотическому воспитанию молодёжи. Член Координационного совета МГЕР Андрей Татаринов заявил, что «Анна Чапман в Общественном совете „Молодой Гвардии“ являет собой пример безусловного патриотизма — любви без условий к своей Родине. Она очень правильный пример для молодого поколения».
Вхождение Чапман в общественный совет МГЕР вызвало и критику. Лидер ЛДПР Владимир Жириновский назвал включение Чапман в общественный совет «Молодой гвардии» очередной ошибкой чиновников, которые занимаются молодёжной политикой в России: «Мы должны делать ориентацию на семью. А если девушка раздевается для всеобщего обозрения — это не пример для подражания», — заявил политик. 29 сентября 2011 года Анна Чапман выступала в здании СПбГУ перед петербургскими студентами. В ответ на заданный вопрос о том, кто является автором романа «Молодая Гвардия», Чапман предпочла уклониться от ответа, назвав вопрос "провокационным".

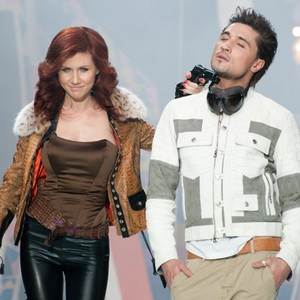
Анна Чапман и Дима Билан на показе коллекции Ильи Шияна и Яны Рудковской 10 апреля 2011 года.

### Работа на РЕН ТВ
- С 21 января 2011 по 10 октября 2014 года — ведущая псевдонаучной[73] программы «Тайны мира с Анной Чапман».
- С 17 октября по 14 ноября 2014 года — ведущая программы «Анна Чапман и её мужчины».
- С 22 октября 2015 года по настоящее время — ведущая псевдонаучной программы «Тайны Чапман».

### Журналистика
С мая 2011 года Анна Чапман является главным редактором профильного периодического издания «Venture Business News». В июньском номере она объявила о том, что будет вести регулярную рубрику «Вести с полей».
В 2010 году Игорь Прокопенко сообщил о том, что Чапман пишет книгу об инновациях.

## Освещение в средствах массовой информации
Благодаря увлечению Чапман социальными сетями и интернет-сервисами, в которых после ареста и депортации сохранилось большое количество личной информации о ней, Чапман стала героиней многих публикаций в западных и российских СМИ.
После депортации из США Чапман снялась в эротических фотосессиях в журналах «Maxim» и «Жара», однако отклонила предложение американской компании Vivid Entertainment сняться в порнофильме. После фотосъёмки в журнале «Жара» А. Чапман, несмотря на договор с правообладателем, разместила одну из сделанных журналом фотографий на личной странице в Facebook, после чего фотография разошлась по другим интернет-ресурсам, а журнал сообщил, что подает на Чапман в суд за нарушение авторских прав. Эротические снимки Чапман появлялись и в других изданиях. Благодаря публикациям фото откровенного содержания, в прессе за Чапман закрепилось прозвище «агент 90-60-90».
30 декабря 2010 года участвовала в программе Андрея Малахова «Пусть говорят» (Первый канал) (по данным телекритика Арины Бородиной, передача с Чапман — один из самых провальных выпусков «Пусть говорят» по рейтингам среди телеаудитории за несколько лет).
Номинировалась на награду «Серебряная калоша — 2010» в номинации «Промоушенничество года». Прийти летом 2011 на церемонию вручения отказалась.
Одно из волгоградских консалтинговых агентств (NPRGroup) выступило с инициативой присвоения Чапман звания «Почётного гражданина города-героя Волгограда», а городская газета «Городские вести» объявила конкурс на лучшую песню о ней.
8 марта 2011 года было сообщено, что журналисты «Новой газеты», изучив сайт Чапман, обнаружили, что домен annachapman.ru был зарегистрирован лишь 26 апреля 2010 г. (то есть за два месяца до высылки из США).
4 июля 2013 года в своём твиттере сделала предложение руки и сердца Эдварду Сноудену. «Я бы женился на Чапман, несмотря ни на что. Господи, только посмотрите на неё!» — отреагировал в тот же день Сноуден в виртуальном диалоге с посетителем своей странички. Флирт между двумя агентами, поначалу воспринимавшийся как розыгрыш, мог бы, по мнению экспертов, после свадьбы открыть новые возможности перед Сноуденом, которого пока не ждут нигде в мире.

## Собственность
По данным совместного расследования «Dubai Unlocked» Центра по исследованию коррупции и организованной преступности, Чапман владеет в Дубае апартаментами стоимостью 600 тыс. долларов в жилом комплексе  «Marina Vista», в районе Дубай Марина.